# Лапша (Нижегородская область)
Ла́пша — село в городском округе город Первомайск Нижегородской области.

## География
Находится в южной части Нижегородской области на расстоянии приблизительно 23 километра (по прямой) на север от города Первомайск (Нижегородская область).

## История
Основано в начале XVIII века дворянами Сабанеевыми и относилось к Арзамасской провинции Казанской губернии. Название дано по местному оврагу и ручью. В середине XIX века население составляло 672 человека, в 1925 году — 995. Селом стало с 1900 года после постройки деревянной церкви. В начале 20 века в селе функционировали ветряная мельница, кузница, постоялый двор, бакалейная лавка, кошмовальный завод, который проработал до 1959 года. В советское время работал колхоз «25 лет РККА» и совхоз «Новая жизнь».

## Население
Постоянное население составляло 87 человек (русские 100 %) в 2002 году, 20 в 2010.